# Eridu

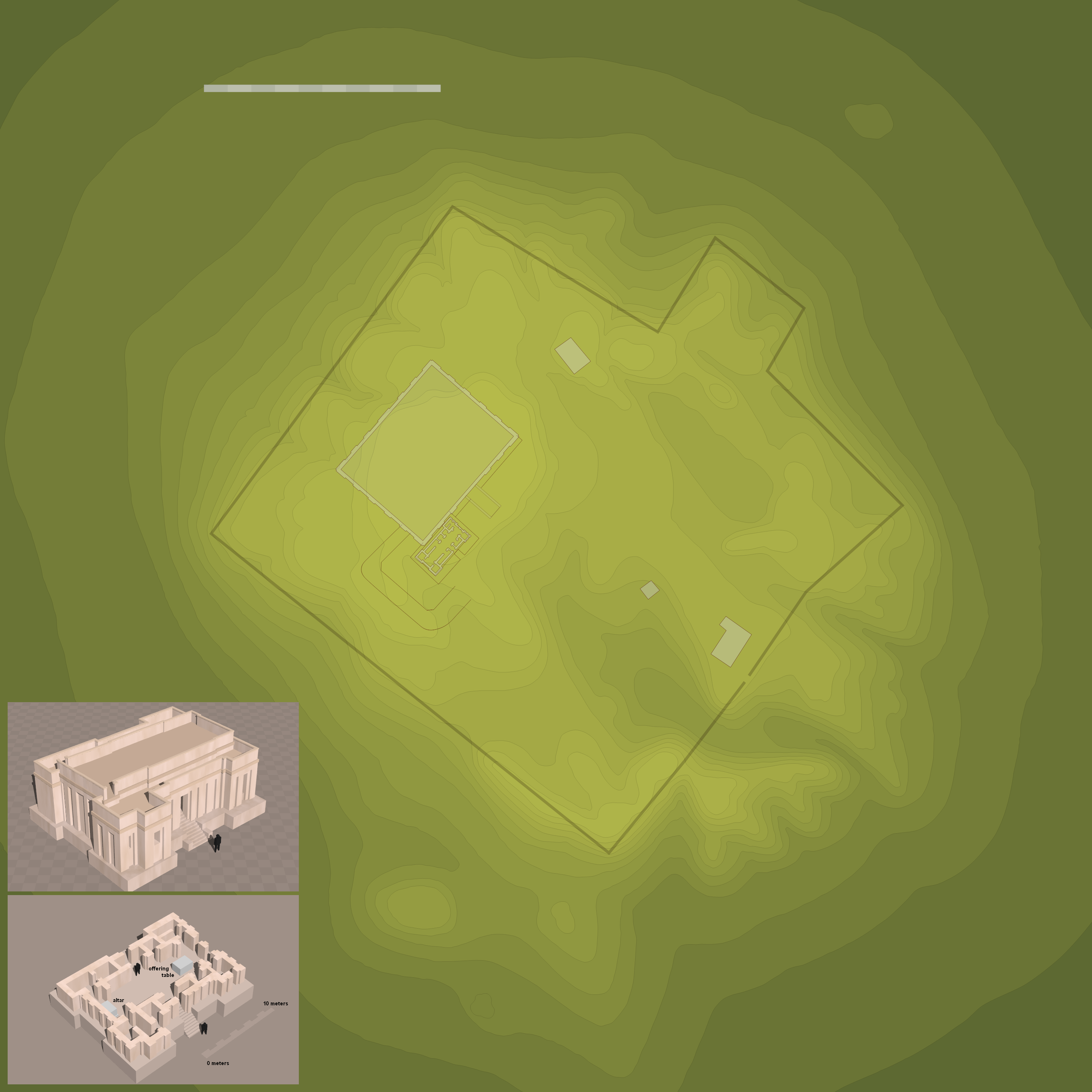
Lage der wichtigsten Gebäude in Eridu mit Rekonstruktion des Tempels

Eridu (sumero-akkadische Keilschrift: 𒉣𒆠, sumerisch NUNKI; arabisch إريدو, DMG Irīdū, heute: تل أبو شهرين, DMG Tall Abū Šahrain) war eine der ältesten, vermutlich sogar die älteste sumerische Stadt. Sie liegt in Süd-Mesopotamien unter dem Tell Abu-Schahrein im heutigen Süd-Irak.

## Geschichte
Nach dem sumerischen Mythos ist sie die Stätte, an der die Geschichte begann. In der sumerischen Königsliste wird Eridu als Stadt der ersten (mythischen) Könige Alulim und Alalgar erwähnt. Damit gehört sie zweifelsohne an den Anfang einer Kette von Stadtgründungen. Anders als bei den frühen Orten wie Jericho oder Çatalhöyük war sie der Ausgangspunkt einer Zivilisation, die erste Stadt, die den Namen verdient.
Ihre dörflichen Vorstufen gehen auf die vorsumerische Zeit bis auf das 6. Jahrtausend vor Christus zurück. Von den sumerischen Städten, die stets um eine Tempelanlage herum entstanden, war Eridu die südlichste, etwa 11 Kilometer südwestlich von Ur an einem Ausläufer des Persischen Golfs gelegen (siehe auch Tempel von Eridu). Ihre typische Keramik, die Eridu-Ware, war entlang des Persischen Golfes verbreitet. Durch Verlandung wurde Eridu vom Persischen Golf abgeschnitten und im ersten oder bereits im zweiten Jahrtausend vor der Zeitenwende aufgegeben.
Eridu beherbergte, das zeigt seine Sonderstellung unter den Städten an, das Hauptheiligtum des Enki, des sumerischen Gottes des (Süß)-Wassers und des schöpferischen Geistes. Neben dem Himmelsgott An (Uruk) und dem Windgott Enlil (Nippur) gehört er zur höchsten sumerischen Göttertrias.

## Archäoastronomie
Im Sumerischen wurde der Stern Canopus MUL.NUNki genannt, was übersetzt "Stern der Stadt Eridu" heißt. Eridu war vor 6000 Jahren wegen seiner südlichen Lage die erste sumerische Stadt, in der der Stern zu sehen war. In den weiter nördlich gelegenen Städten konnte die Kulmination auf dem südlichen Meridian wegen der langsam erfolgenden Präzession der Erdachse erst später beobachtet werden. Im etwas nördlicher gelegenen Ur mit einer Verzögerung von 60 Jahren, in Uruk 200 Jahre später und auf dem Breitengrad von Babylon sogar erst 800 Jahre später.

## Archäologische Erforschung
1940 fanden Ausgrabungen im Tell Abu-Schahrein, dem Ruinenhügel von Eridu statt. In der Nähe (zwischen Uruk und Eridu) liegt die Stätte Tell al-'Ubaid von Obeid (bei al-Qa'im).
Die archäologischen Stätten von Eridu zählen, zusammen mit denen von Ur und Uruk und Marschlandgebieten im Südirak, zum UNESCO-Welterbe.